# Grupo del Pueblo Alemán en Checoslovaquia
El Grupo del Pueblo Alemán en Checoslovaquia (en alemán: Deutsche Volksgruppe in der Tschecho-Slowakei, abreviado DVG) fue un partido político minoritario alemán en la Segunda República Checoslovaca del 30 de octubre de 1938 a marzo de 1939.

## Formación
El Partido Alemán de los Sudetes (SdP) fue prohibido por el gobierno checoslovaco el 15 de septiembre de 1938, en medio de la crisis de los Sudetes. En áreas que habían permanecido en Checoslovaquia después de la anexión alemana de Sudetenland, sus seguidores se reagruparon en torno al DVG. El partido tenía un marcado perfil nazi y representaba los intereses del estado alemán en Checoslovaquia.
El DVG se lanzó el 30 de octubre de 1938. En la Ucrania de los Cárpatos, el movimiento surgió bajo el nombre de Consejo del Pueblo Alemán (Deutsche Volksrat). El líder del partido era Ernst Kundt y el encargado (Volksgruppeführer) en Bohemia y Moravia, y Anton Ernst Oldofredi el líder del Consejo del Pueblo Alemán en la Ucrania de los Cárpatos.

## Prensa
En Brno, el partido publicó Tagesboten, que pasó a llamarse Volksdeutsche Zeitung en febrero de 1939. El Volksdeutsche Zeitung se publicaba desde Praga y Brno.

## Asamblea Nacional
Después de la anexión de los Sudetes, seis de los miembros del SdP/KdP de la Cámara de Diputados y cuatro de sus senadores habían permanecido en Checoslovaquia. Uno de ellos, el diputado Gustav Peters, dimitió el 5 de noviembre de 1938. El 7 de noviembre de 1938, los cinco diputados restantes formaron el Grupo de Diputados Nacionalsocialistas Alemanes como su nuevo grupo parlamentario. El Grupo estaba presidido por Kundt. Los otros cuatro miembros fueron Franz Karmasin (de Eslovaquia), Robert Mayr-Harting, Hans Lokscha y Stanislav Králíček. El mismo día, los cuatro senadores formaron el Grupo de Senadores Nacionalsocialistas Alemanes, presidido por Karl Hilgenreiner. Los otros tres senadores fueron Kurt Brass, Sigmund Keil y Emil Schrammel.

## En la Ucrania de los Cárpatos
El Consejo del Pueblo Alemán funcionó como el partido de unidad nazi entre la minoría alemana en la Ucrania de los Cárpatos durante 1938-1939. En las elecciones al Soim (parlamento de la Ucrania de los Cárpatos) celebradas el 12 de febrero de 1939, el partido logró que Oldofredi fuera elegido como su candidato en la lista de unidad de la Unión Nacional Ucraniana (UNC).